# Moktamee

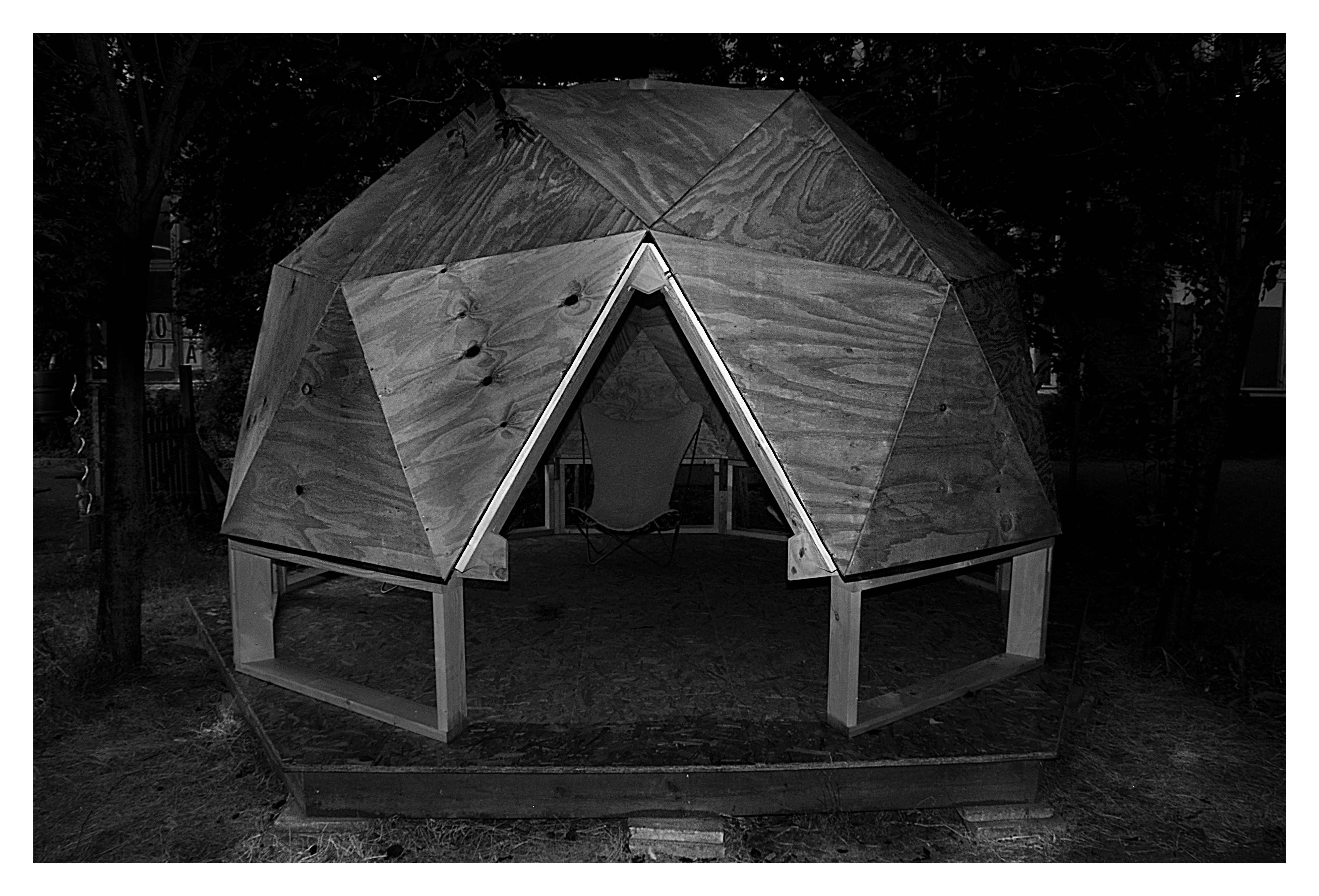
Een van de gezamenlijke initiatieven van de Moktamee-gemeenschap; de ontwikkeling van duurzame en bewoonbare 'Tiny houses'

Moktamee is een centrum met onderkomens voor kunstenaars en creatieve ondernemers. Het is sinds 2019 gehuisvest in het voormalige Francesco-paviljoen aan de Bovenrij te Herentals in de Belgische provincie Antwerpen.
Het initiatief is ontstaan uit een samenwerking tussen de gemeente Herentals en de plaatselijke kerkfabriek. Moktamee werd opgericht midden in de corona-crisis. 
Het eerste project dat werd opgestart is het 'Francesco-archief', dat onderzoek doet naar de geschiedenis van het paviljoen en omringende gebouwen. Die bestaan uit kloosters die tot op heden nog actief zijn. Ook kwamen er ateliers en handelsruimtes voor veertig kunstenaars en creatieve ondernemers die een gemeenschap vormen, met deeleconomie en duurzaamheid als rode draad. Er zijn verschillende ontmoetingsruimten, die zowel een sociale als economische functie hebben. Zo worden er workshops georganiseerd voor een breder publiek. Op de gezamenlijke buitenplaatsen vinden evenementen plaats, zoals rommelmarkten op de voormalige schoolspeelplaats. Op de begane grond van de locatie bevinden zich tevens een fab laben een exporuimte, dat samenwerkt met cultuurcentrum 't Schaliken.